# Дагмор, Генри Хэа
Генри Хэа Дагмор (англ. Henry Hare Dugmore; 21 апреля 1810, Англия — 14 июня 1896, Куинстаун, Капская колония) — южноафриканский протестантский методистский миссионер, переводчик Библии на язык коса.
Родился в Англии. Был старшим сыном в многодетной семье из Бирмингема. Когда родители приняли решение переселиться в Капскую колонию, Генри Дагмору едва исполнилось 10 лет. Проживая в городе Кинг-Уильямс-Таун, семья Дагморов оказалась в очаге противостояния колонистов с народом коса в период кафрских войн. Выучив язык коса и будучи членом Методистской церкви Великобритании, Генри Дагмор посвятил свою жизнь переводу Библии и пропаганде христианства среди африканцев.